# Gaz rzeczywisty
Gaz rzeczywisty – pojęcie termodynamiczne oznaczające gaz, który nie zachowuje się ściśle zgodnie z prawami ustalonymi dla gazu doskonałego. W praktyce są to wszystkie gazy istniejące w realnym świecie, aczkolwiek przybliżenie gazu doskonałego może w wielu warunkach być do nich z powodzeniem zastosowane. Przybliżenie to zawodzi jednak w skrajnych warunkach, oraz gdy istnieje potrzeba dokonania bardzo dokładnych obliczeń w warunkach zbliżonych do normalnych.
W pewnych warunkach gaz rzeczywisty można opisać za pomocą równania van der Waalsa uwzględniającego objętości własne cząsteczek gazu oraz niektóre oddziaływania międzycząsteczkowe, które teoria gazu doskonałego ignoruje. W skrajnych warunkach jednak zawodzi nawet równanie van der Waalsa.

## Współczynnik ściśliwości
Miarą odchylenia zachowania gazu rzeczywistego od gazu idealnego jest współczynnik ściśliwości (współczynnik kompresji) {\displaystyle Z{:}}
{\displaystyle Z={\frac {pV_{m}}{RT}},}
gdzie:
- {\displaystyle p} – ciśnienie gazu,
- {\displaystyle V_{m}=V/n} – objętość molowa gazu ({\displaystyle V} – objętości, {\displaystyle n} – ilości gazu [mol]),
- {\displaystyle R} – uniwersalna stała gazowa,
- {\displaystyle T} – temperatura bezwzględna.

Dla gazu doskonałego w każdych warunkach {\displaystyle Z=1} co wynika z równania stanu gazu doskonałego (równanie Clapeyrona). Dla gazów rzeczywistych Z może znacznie odbiegać od jedności, w pewnych warunkach i zawsze dla silnie rozrzedzonego gazu ({\displaystyle p\to 0} oraz {\displaystyle \rho \to 0}) również dla gazów rzeczywistych {\displaystyle Z\to 0.} Wartość {\displaystyle Z=1} nie oznacza jednak, że gaz będzie miał takie same właściwości jak gaz doskonały, gdyż wiele z nich zależy od pochodnych wielkości fizycznych. Współczynniki ściśliwości opisywane są ilościowo za pomocą wirialnych równań stanu gazu.
Powyżej zdefiniowany współczynnik ściśliwości Z jest wielkością bezwymiarową, niezależną od układu jednostek, która ma określić odchylenie danego układu gazowego od stanu gazu doskonałego – w odróżnieniu od ogólniej sformułowanego współczynnika ściśliwości.